# José Miaja

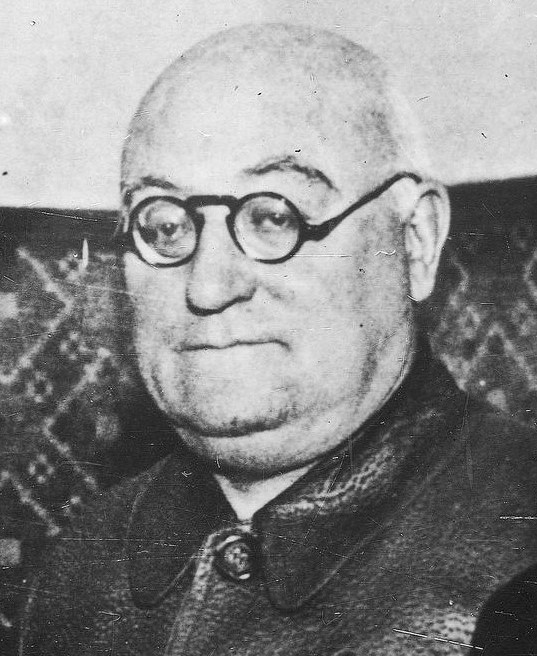
General José Miaja (1938)

José Miaja Menant (* 20. April 1878 in Oviedo, Spanien; † 14. Januar 1958 in Mexiko-Stadt) war ein spanischer General. Er leitete als militärischer Oberbefehlshaber der Republik die Verteidigung Madrids im Spanischen Bürgerkrieg.

## Leben
Miaja wurde 1878 als Sohn eines Büchsenmachers einer Gewehrfabrik in Oviedo geboren, nicht seine soziale Herkunft, sondern die Freundschaft seiner Eltern mit dem Offizier Francisco Guerra bestimmten seinen zukünftigen Lebensweg. Miaja absolvierte die Militärakademie in Toledo und diente als Berufssoldat in der Armee. Dabei kämpfte er in Nordafrika und nahm u. a. am Rifkrieg (1921–1926) teil. Er rückte in der  Garnison von Melilla zum Oberst auf. Im August 1932 wurde er zum Brigadegeneral befördert und erhielt das Kommando über die 2. Brigade in Badajoz. Während der Regierung des Ministerpräsidenten Diego Martínez Barrio erhielt er im November 1933 das Kommando der 1. Infanterie-Brigade der Madrider Garnison übertragen. 
Der konservative Kriegsminister José María Gil-Robles y Quiñones ließ ihn 1935 kurzfristig nach Lérida versetzen, weit von der Hauptstadt entfernt, ein Hinweis darauf, dass Miaja nicht das volle Vertrauen der damaligen Regierung hatte. Als sein persönlicher Sekretär fungierte seit 1936 der frühere Kriegskamerad Antonio López Fernández, der als Journalist enthüllte, dass General Mola in Marokko versuchte, politische Unruhen zu schüren. Nachdem das Linksbündnis (Volksfront) die Wahlen am 16. Februar 1936 gewonnen hatte, wurde Azaña mit der Regierungsbildung beauftragt, General Masquelet wurde zum neuen Kriegsminister ernannt. Miaja durfte darauf zu seiner alten Brigade zurückkehren und übernahm nach der Erkrankung des Generals Virgilio Cabanellas vorübergehend auch die Führung der I. Division.
Zu Beginn des Bürgerkrieges kommandierte General Miaja wieder die Infanterie-Brigade von Madrid und organisierte die Verteidigung der Stadt. Die nationalistischen Truppen unter General Juan Yagüe wollten im August 1936 auf Madrid vorstoßen, aber Franco bestand darauf, dass man zuerst der eingeschlossenen Garnison in Toledo zu Hilfe käme. Dadurch gewann die republikanische Seite Zeit, die Verteidigung von Madrid vorzubereiten. Im Glauben, die Stadt würde bald fallen, verlegte die republikanische Regierung ihren Sitz am 6. November bereits nach Valencia. General Miaja blieb in der Stadt und formte die Junta de Defensa de Madrid, ein Komitee für die Verteidigung Madrids. Offiziell war Miaja während des Bürgerkriegs Oberbefehlshaber der republikanischen Armee in Madrid. Die sowjetischen Militärberater unter General Gorew hatten aber maßgeblichen Einfluss auf die militärischen Entscheidungen der republikanischen Seite. General Smuschkewitsch befehligte die von der Sowjetunion gestellte Luftwaffe und General Pawlow befehligte die gepanzerten Einheiten. Im Juni 1937 gelangte der republikanische Generalstab zu der Überzeugung, dass mit einem Angriff auf Brunete der nationalistische Druck auf Kantabrien und Madrid verringert werden könnte. Miaja führte in der Schlacht von Brunete und am Guadarrama einen vergeblichen Angriff um den Belagerungsring zu sprengen. 1938 wurde die Belagerung von Madrid enger, die Zivilbevölkerung litt immer mehr unter der Lebensmittelknappheit und Kälte. Bei der republikanischen Armee fehlten immer mehr Waffen und Munition. 
Nach dem Zusammenbruch der republikanischen Kräfte an anderen Frontabschnitten wurde im Frühling 1939 die Lage der Verteidiger hoffnungslos. Dies führte zu einer Spaltung in den Reihen der Republikaner. Am 4./5. März 1939 putschten in Madrid Teile der republikanischen Armee unter Oberst Casado unter dem Vorwand, dass eine kommunistische Machtübernahme bevorstehe, gegen die Regierung. Sowohl Casado als auch Besteiro standen mit Vertretern der „fünften Kolonne“ Francos in Verbindung, die ihnen zu verstehen gegeben hatten, dass eine ausgehandelte Kapitulation möglich sei. Miaja amtierte kurzzeitig als Präsident des Nationalen Verteidigungsrats (13. März bis 25. März 1939). In einem mehrtägigen Bürgerkrieg in der Stadt setzten sich die Aufständischen durch, zahlreiche Kommunisten wurden inhaftiert, beim Einmarsch der Truppen Francos in den Gefängnissen belassen und anschließend hingerichtet. 
General Miaja gelang am 26. März rechtzeitig die Flucht nach Gandía, wo er sich auf einem britischen Schiff nach Algerien einschiffte. Später ging er nach Frankreich und schließlich nach Mexiko ins Exil.